# Bernard Loomis
Bernard Loomis (4 de julio de 1923 - 2 de junio de 2006) fue un desarrollador y comercializador juguetero estadounidense que introdujo algunas de las marcas más conocidas mundialmente, entre ellas, "Chatty Cathy", "Barbie", "Hot Wheels", "Baby Alive" y "Tarta de Fresa" aunque quizás su mayor éxito de mercadotecnia juguetera fue llevar a las estanterías una, hasta entonces desconocida, marca correspondiente a una película llamada "La Guerra de las Galaxias" (“Star Wars”).
Cada compañía juguetera para la que trabajó (Mattel, General Mills y Hasbro) se convirtió en “la juguetera más grande del mundo”, durante su mandato en cada una de ellas.
Incluso acuñó la palabra “toyetic” (en inglés), para definir algún concepto u objeto susceptible de ser convertido en un juguete de masas, durante una conversación con Steven Spielberg, acerca de cómo trasladar los personajes de la película “Encuentros en la Tercera fase” (“Close Encounters of the Third Kind”) a figuras de juguete.

## Los primeros años
Loomis nació el 4 de julio de 1923 en el Bronx, Nueva York, Estados Unidos, hijo de un inmigrante ruso, en condiciones de pobreza. No tuvo juguetes propios, pero sí barajas de juego de béisbol. En 1942, durante de la Segunda Guerra Mundial, Loomis sirvió en la Fuerza Aérea de los EE. UU. en las Islas Filipinas. Después de la guerra, estudió en la Universidad de Nueva York. A finales de la década de los años 1950, se convirtió en comercial que representaba a varios fabricantes jugueteros de pequeño tamaño a las entonces emergentes cadenas detallistas, tales como Toys "R" Us y Sears, convirtiéndose en socio de una pequeña firma de ventas, Samilson Loomis.

## Los años de Mattel (1960 – 1970)
En 1960, pasó a formar parte del departamento de ventas de Mattel Toys. Desde allí, empezó a publicitar marcas populares, tales como Barbie y desarrolló una estrategia de ventas y mercadotecnia para la muñeca habladora, primera en su estilo, Chatty Cathy.
En 1968, Loomis empezó a desarrollar formas para promocionar los nuevos “Hot Wheels” como una línea de coches de juguete para niños. Una de las formas de promoción que visionó, fue crear una serie de dibujos animados basados en la marca, cuyas emisiones se iniciaron el 6 de septiembre de 1969, en la cadena estadounidense ABC. Ésta fue, explícitamente, la primera serie generada de una línea juguetera, cuando lo normal era que las líneas de juguete fuesen las que se generaran a partir una serie. La Comisión Federal de Comunicaciones determinó que la serie no era entretenimiento, sino un anuncio publicitario de treinta minutos para Hot Wheels.
La cadena ABC canceló la serie en 1971, pero para entonces, Loomis ya trabajaba en su siguiente compañía juguetera, General Mills.
No obstante, sentó con ello un precedente, puesto que las cosas estaban más relajadas diez años después cuando Tarta de Fresa salió al aire con un especial, convirtiendo la televisión infantil en una poderosa arma promocional de la industria juguetera, en palabras del escritor David Owen, en “Atlantic Monthly”, en 1986.
Tarta de Fresa y la serie de Hot Wheels fueron pues, las razones por la que Loomis fue apodado por Owen como “El hombre que inventó los sábados por la mañana” en el artículo anteriormente citado.

## Los años de Kenner y Star Wars
Mientras trabajó en la división de General Mills, Kenner, Loomis ayudó a transformar esta compañía, en la juguetera más grande del mundo, como antes había hecho con Mattel. Contribuyó al desarrollo y mercadotecnia de varias marcas muy populares, tales como El Hombre Biónico, La Mujer Biónica, Play-Doh, Baby Alive y otras.
La conexión de Loomis con Star Wars se inició después de que leyese un artículo en “The Hollywood Reporter”, sobre la película, que aún estaba en producción. El nombre le fascinaba, pero Kenner no estaba interesada en otras marcas de juguetes para niños, pues aún fabricaban la todavía popular línea de El Hombre Biónico y estaba desarrollando otra basada en Man from Atlantis. Cuando la película se estrenó en 1977, no había juguetes conectados con Star Wars, por lo que Loomis buscó y consiguió la licencia de Twentieth Century Fox y Lucasfilm, para fabricar figuras de acción. Vendió cajas vacías durante la Navidad de 1977, con la promesa de que quien poseyera el certificado de compra, obtendría los personajes correspondientes cuando saliesen a la venta a principios de 1978. Este set tuvo más de medio millón de pedidos.
En 1981, Loomis fundó el sección de General Mills “Manufacturing and Design, MAD” (en español, Fabricación y Desarrollo), como responsable para desarrollar nuevas marcas jugueteras y potenciar las ya existentes. MAD lanzó un acuerdo con American Greetings, para desarrollar y licenciar marcas tales como Tarta de Fresa y los Osos Amorosos.

## Hasbro y más allá (1984 – 2006)
El perfil de Loomis fue más bajo en la segunda mitad de la década de 1980, salvo en los últimos años. Trabajó en el departamento de desarrollo de Hasbro para ayudar a la compañía en la transición que la llevaría a convertirse en la más grande juguetera del mundo, aunque su papel fue más limitado. Desarrolló algunas marcas, destacando el juego de mesa de Milton Bradley, Stage Two. Después de dejar Hasbro, en 1988, creó su propia firma de desarrollo, Bernard Loomis, Inc., que desarrolló numerosos productos. El producto más conocido de este período de su carrera, fue la línea de juguetes para niñas Quints, que fueron producidas por Tyco Toys.
Fue presidente de los fabricantes jugueteros estadounidenses (“Toy Manufacturers of America”) y pasó a formar parte del Salón de la Fama de la misma en 1992.
Loomis falleció de un ataque cardíaco el viernes 2 de junio de 2006, en su hogar de Palm Beach Gardens, Florida, a la edad de 82 años.

## Enlaces
- Artículo de Bernard Loomis en Scifipedia (en inglés)
- Entrevista en Rebel Scum, por Dave Myatt (en inglés)
- Obituario en The New York Times (en inglés)
- Obituario en The Washington Post (en inglés)

- Datos: Q4893388